# Hanza Inlet
Das Hanza Inlet (spanisch Ensenada Hanza) ist eine durch das Larsen-Schelfeis vereiste Bucht an der Oskar-II.-Küste des Grahamlands auf der Antarktischen Halbinsel. Sie liegt westlich des Chapman Point auf der Nordseite der Jason-Halbinsel. 
Argentinische Wissenschaftler benannten die Bucht 1978 nach Alberto Hanza, der von 1906 bis 1907 als Unterleutnant auf der Korvette Uruguay bei Vermessungsfahrten gedient hatte. Das United States Board on Geographic Names benannte die Bucht 2008 zunächst als Skvarca Inlet, verwarf dies jedoch, nachdem ihm die zuvor durch Argentinien vorgenommene Benennung bewusst wurde.